# 入間森畑の戦い
入間森畑の戦い（いりまもりばたけ の たたかい）は六十里越街道付近の集落で行われた、旧幕府軍の庄内藩と新政府軍の天童藩の間に行われた、戊辰戦争の戦いの一つである。

## 経緯
明治元年閏4月11日、酒井吉之丞率いる庄内軍が本道寺に布陣した。前夜、吉川村（西川町吉川）に宿泊した新政府軍はこの日のうちに沼山（西川町沼山）に進んで、休憩した後に、入間境、岩坂、松ノ木平で水沢の庄内軍と交戦した。新政府軍から戦死者2名が出て、龍源寺に仮埋葬した。
庄内軍は横岫に陣営して、新政府軍は寒河江川を隔てて、吉川村に布陣した。閏4月11日入間村字森畑に進出して、辰の刻から砲撃戦を始めた。昼過ぎに、庄内軍は渡河して水沢村字宿下に進み攻勢に出た。また、本道寺にいた庄内軍の一隊が、寒河江川を渡り、月岡から山越えして小山道を通って、森畑の新政府軍を背後から奇襲した。この結果新政府軍は甚大な損害を蒙り敗走した。その際に、綱取付近にいた庄内軍の伏兵の待ち伏せで、新政府軍は損害を出している。
夕暮れに、新政府軍300人が綱取から進撃して字山崎に着たので、庄内軍は退却した。その時、新政府軍は庄内軍の営所である横岫
を焼払った。
庄内軍が本道寺から引き上げる時に、新政府軍が追撃して、本道寺伽藍および月岡の12軒の民家を焼討ちした。しかし、本道寺集落は、名主ら三人の懇願によって焼討ちを免れた。その後、新政府軍は沼山に戻った。一方庄内軍は六十里越を通って庄内領に退却した。

## 戦後
戦場になった、六十里越えの西川地区の集落は大きな損害を受けた。周辺の村、水沢村、綱取村、入間村の住民は米の炊き出しを命じられて、閏4月10日より5月初めまで、薩摩藩、長州藩、新発田藩、尾張藩、および、山形藩、天童藩に12,277食（29石）を提供した。
西川地区の大半は、それまで幕府領であり、庄内藩は2月まで管理を命ぜられていたので、西川地区の損害に対しては、その後手当米を支給している。